# Andrew Cancio
Andrew Cancio (* 21. Oktober 1988 in Blythe, USA, als Andrew Anthony Cancio) ist ein US-amerikanischer Profiboxer und aktueller regulärer WBA-Weltmeister im Superfedergewicht.

## Profikarriere
Cancio gab sein Debüt bei den Profis am 23. März 2006 in Mexiko gegen den Heimboxer Juan Velazquez und erreichte dabei nur ein Unentschieden über vier Runden.
Im September des Jahres 2016 trat er im AT&T Stadium in Arlington, Texas, in einem auf 10 Runden angesetzten Kampf gegen seinen Landsmann Joseph Diaz um die nordamerikanischer Meisterschaft des Verbandes North American Boxing Federation (kurz NABF) an und unterlag durch T.K.o. in der 9. Runde.
Am 12. Juni 2018 errang Cancio den vakanten WBA-Interkontinental-Titel, als er den Kasachen Aidar Sharibayev in einem ebenfalls auf 10 Runden angesetzten Kampf in der letzten Runde durch technischen Knockout bezwang.
Am 9. Februar des darauffolgenden Jahres gelang El Chango, so Cancios Kampfname, dann Sensationelles: Im Fantasy Springs Resort Casino in Palm Springs, Kalifornien, boxte er gegen den regulären WBA-Weltmeister Alberto Machado um dessen Gürtel. Völlig überraschend schlug Cancio Machado in Runde 4 klassisch k.o. und eroberte somit den regulären Weltmeisterschaftstitel der Organisation WBA.